# Europa-Center

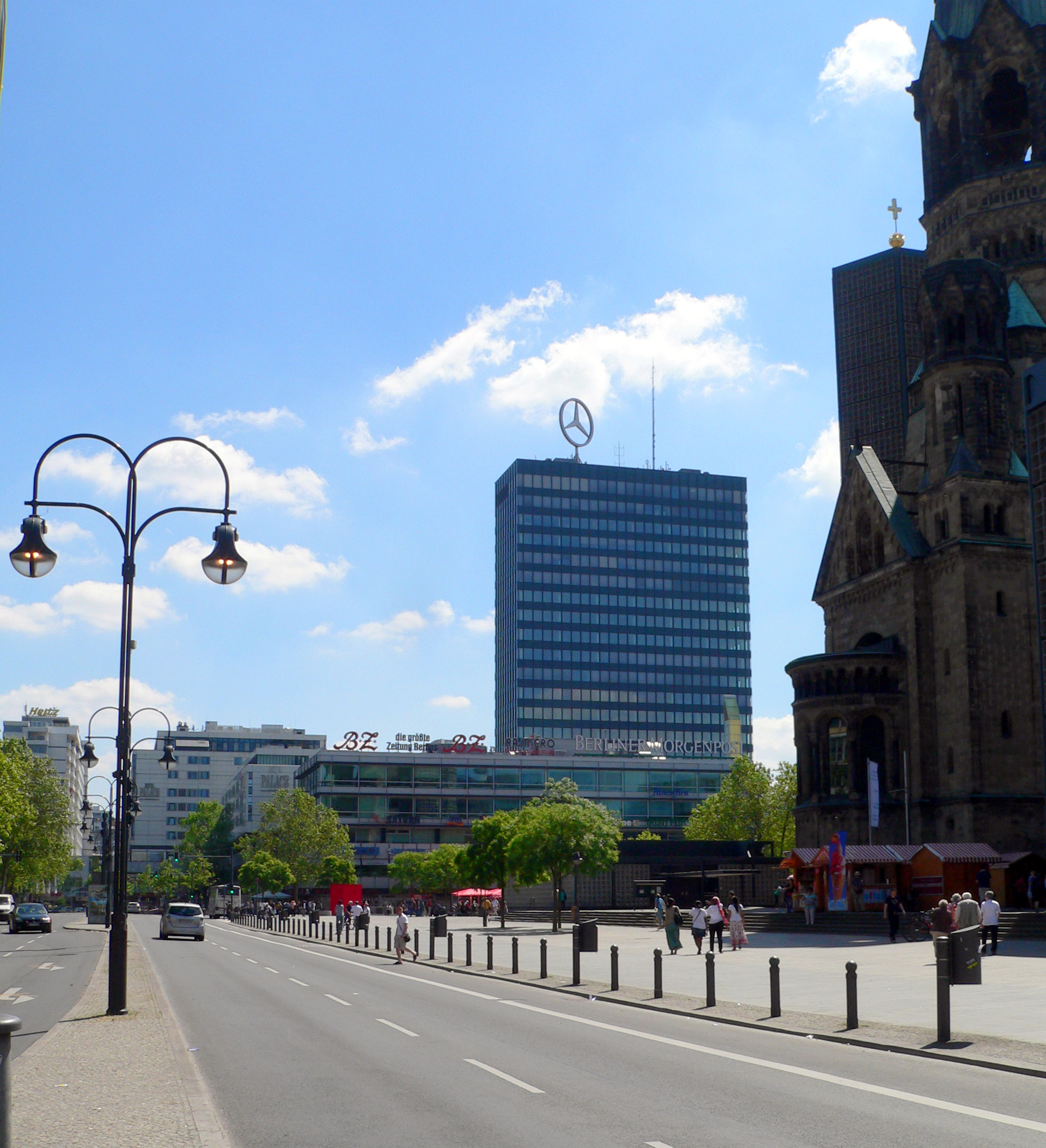
Edifícios do Europa-Center na Breitscheidplatz

O Europa-Center é um complexo de edifícios na Breitscheidplatz, no bairro de Charlottenburg, em Berlim, com um shopping center e uma torre de 86 metros de altura. Construído entre 1963 e 1965, em 2003 foi tombado como edifício historicamente preservado.

## História
A partir de 1897, um edifício residencial foi erguido no local do atual Europa-Center, em frente à Igreja Memorial Imperador Guilherme, também projetado em estilo neorromânico, segundo projetos de Franz Schwechten. Na época parte da elegante "Novo Oeste" de Berlim (hoje também conhecida como "City West"), foi, a partir de 1916, sede do Romanisches Café, um ponto de encontro popular para escritores, artistas e profissionais do teatro, bem como para aqueles que aspiravam a se juntar a eles.
Durante um ataque aéreo da RAF na Segunda Guerra Mundial, na noite de 22 para 23 de novembro de 1943, o edifício foi incendiado e ficou em ruínas. Após a guerra, as instalações liberadas foram usadas apenas intermitentemente por mais de uma década, conforme a necessidade. Construções improvisadas eram usadas por lutadores, artistas de circo e missionários, seguidas por restaurantes e, por um breve período, um cinema que exibiu os chamados Sittenfilme. Um jornal local descreveu o local central como uma "mancha no cartão de visita de Berlim".